# Rehab Ahmed
Rehab Ahmed (2 de marzo de 1991) es una deportista egipcia que compite en levantamiento de potencia adaptado. Ganó tres medallas en los Juegos Paralímpicos de Verano entre los años 2016 y 2024.

## Palmarés internacional
| Juegos Paralímpicos | Juegos Paralímpicos     | Juegos Paralímpicos | Juegos Paralímpicos |
| Año                 | Lugar                   | Medalla             | Categoría           |
| ------------------- | ----------------------- | ------------------- | ------------------- |
| 2016                | Río de Janeiro (Brasil) | Medalla de plata    | –50 kg              |
| 2020                | Tokio (Japón)           | Medalla de plata    | –50 kg              |
| 2024                | París (Francia)         | Medalla de oro      | –55 kg              |